# Diaphanogryllacris collaris
Diaphanogryllacris collaris är en insektsart som först beskrevs av Walker, F. 1869.  Diaphanogryllacris collaris ingår i släktet Diaphanogryllacris och familjen Gryllacrididae. Inga underarter finns listade i Catalogue of Life.